# Freulleville
Freulleville är en kommun i departementet Seine-Maritime i regionen Normandie i norra Frankrike. Kommunen ligger i kantonen Envermeu som tillhör arrondissementet Dieppe. År 2022 hade Freulleville 378 invånare.

## Befolkningsutveckling
Antalet invånare i kommunen Freulleville
| Referens: INSEE |